# Ante Čačić
Ante Čačić (Zágráb, 1953. szeptember 29. –) horvát labdarúgóedző.

## Pályafutása
Ante Čačić játékos pályafutása nem mondható jelentősnek, már fiatalon, 33 évesen vezetőedzőként dolgozott. Pályája elején az NK Dubrava és az NK Inter-Zaprešić sikeresen feljutott az első osztályba, de irányította a Zadar, az NK Osijek, a Slaven Belupo és a Croatia Sesvete csapatát is.
A 2002-03-as szezonban Čačić az Inter Zaprešićet a regionális bajnokságból a másodosztályba vezette. 2003 márciusában lemondott, miután öt pontos hátrányban volt csapatával a bajnok Istra mögött. A helyére kinevezett Ilija Lončarević azonban végül feljuttatta az Intert az élvonalba.  Lončarevićot líbiai szövetségi kapitánynak nevezték ki 2005-ben, az asszisztensének pedig Čačićot kérte fel. A 2005-ös spanyolországi Mediterrán Játékokon az U20-as csapattal bronzérmet szerzett.
2006 júniusában Čačić visszatért Horvátországba és a Kamen Ingrad vezetőedzője lett. 2006 októberében ismét átvette az Inter Zaprešić vezetését, miután a klubtól elbocsátották Srećko Bogdant. A 2006-07-es idény végén csapatával feljutott az élvonalba, de a következő szezon gyengén kezdte a csapat és 2007 augusztusában menesztették. 2011 októberében Čačićot a Lokomotiva Zagreb élére nevezték ki.
2011. december 23-án fél évre aláírt a Dinamo Zagrebhez, ahol végül 2012 novemberéig ült a kispadon. Ezt követően a NK Sesvete és a szlovén NK Maribor vezetőedzője volt. 2015 szeptemberében Niko Kovacot váltotta a horvát válogatott élén, és bár edzősége idején több ellentmondásos döntést hozott, kivezette a válogatottat a 2016-os Európa-bajnokságra. 2017 október 7-én menesztették állásából, miután a horvát csapat a 2018-as világbajnoki selejtezők során csoportjában a második helyre esett vissza és kikapott Izlandtól valamint Törökországtól is.

## Edzői Statisztika
Legutóbbi frissítés 2017. október 6-án
| Csapat        | Nemzet   | –tól                 | –ig                  | Mérleg | Mérleg | Mérleg | Mérleg     | Mérleg | Mérleg | Mérleg | Mérleg |
| M             | GY       | D                    | V                    | RG     | KG     | GK     | Győzelem % |        |        |        |        |
| ------------- | -------- | -------------------- | -------------------- | ------ | ------ | ------ | ---------- | ------ | ------ | ------ | ------ |
| Maribor       | SVN      | 2013. június 5.      | 2013. szeptember 29. | 18     | 8      | 5      | 5          | 30     | 18     | +12    | 44, 44 |
| Slaven Belupo | CRO      | 2014. november 4.    | 2015. május 30.      | 22     | 9      | 5      | 8          | 30     | 25     | +5     | 40.91  |
| Lokomotiva    | CRO      | 2015. június 3.      | 2015. szeptember 21. | 14     | 6      | 2      | 6          | 23     | 27     | −4     | 42, 86 |
| Horvátország  | CRO      | 2015. szeptember 22. | 2017. október 6.     | 25     | 15     | 6      | 4          | 46     | 16     | +30    | 60,0   |
| Összesen      | Összesen | Összesen             | Összesen             | 79     | 38     | 18     | 23         | 126    | 86     | +40    | 48,10  |